# Karl Lucke
Karl Lucke (* 11. September 1889 in Potsdam; † 1945) war ein deutscher politischer Funktionär und SA-Führer, zuletzt im Rang eines SA-Gruppenführers. Er war unter anderem Mitglied des Badischen Landtags und Führer der SA-Gruppe Mittelrhein während des Zweiten Weltkriegs.

## Leben und Wirken
Lucke war der Sohn eines Maschinenmeisters. Nach dem Besuch der Volksschule fand er 1903 eine Anstellung als Bereiter in den Kaiserlichen Stallungen in Berlin. Anschließend trat er 1906 als Berufssoldat in die Preußische Armee ein. In dieser gehörte er dem Badischen Dragonerregiment Nr. 20 an. Mit einem anderen Dragonerregiment nahm er von 1914 bis 1918 am Ersten Weltkrieg teil, um schließlich im Oktober 1919 mit dem Rang eines Offiziersstellvertreters verabschiedet zu werden.
In der Weimarer Republik arbeitete Lucke als Verwaltungsangestellter (oder -beamter?) bei der badischen Landesversicherungsanstalt. In dieser Eigenschaft stieg er bis zum Verwaltungsinspektor auf.
Politisch orientierte Lucke sich nach dem Ersten Weltkrieg rasch an der politischen Rechten: 1921 trat er dem Freikorps Damm bei, einem aus den Einwohnerwehren hervorgegangenen lokalen Wehrverband in Baden, dem er bis zu seiner Auflösung im Jahr 1928 angehören sollte. Zum 1. Juli 1930 trat Lucke in die NSDAP ein (Mitgliedsnummer 270.575). Für diese übernahm er zunächst Aufgaben als Berater der badischen Gauleitung für Fragen der Angehörigen der öffentlichen Verwaltung. Seit 1931 gehörte er außerdem dem Straßenkampfverband der NSDAP, der Sturmabteilung (SA) an. 1933 wurde Lucke als Abgeordneter für die NSDAP in den letzten Badischen Landtag vor der zwangsweisen Auflösung dieser Körperschaft durch die Nationalsozialisten gewählt. Er war zudem Mitglied des Stadtrates von Darmstadt. 
Seinen Posten als Staatsbeamter gab Lucke 1934 auf, um hauptberuflicher SA-Führer zu werden. Nachdem er bereits 1932 die Führung einer SA-Standarte übernommen hatte, wurde er 1934 erstmals mit dem Kommando über eine Brigade betraut. Anschließend führte er bis 1942 verschiedene Brigaden, so von 1938 bis 1942 die SA-Brigade 50 in Starkenburg mit Dienstsitz in Darmstadt. In dieser Stellung war er an der Organisation der Zerstörung von fünfunddreißig südhessischen Synagogen durch SA-Angehörige in der Nacht vom 9. zum 10. November 1938 beteiligt, indem er einen entsprechenden Befehl der SA-Gruppenführung in Mannheim an die Führer der SA-Standarten 115 (Darmstadt), 145 (Bergstraße), 168 (Offenbach), 186 (Odenwald und Dieburg) und 221 (Groß-Gerau) weitergegeben und sie entsprechend instruiert habe.
Seit 1939 bekleidete er zugleich den Posten des stellvertretenden Führers der SA-Gruppe Kurpfalz. Den formalen Höhepunkt seiner SA-Karriere erreichte Lucke im Jahr 1942, in dem er zum Führer der SA-Gruppe Mittelrhein ernannt wurde und (vermutlich zeitgleich) in den Rang eines SA-Gruppenführers befördert wurde.